# Polynemus kapuasensis
Polynemus kapuasensis is een straalvinnige vissensoort uit de familie van draadvinnigen (Polynemidae). De wetenschappelijke naam van de soort is voor het eerst geldig gepubliceerd in 2003 door Motomura & van Oijen.